# Вся Москва
«Вся Москва» — адресная и справочная книга города Москвы.

## До переворота 1917 года
В 1872—1917 годах справочник выходил под разными названиями:
- 1872—1874 годы — Памятная книжка разных учреждений г. Москвы;
- 1875—1883 годы — Адрес-календарь разных учреждений г. Москвы;
- 1884—1893 годы — Адрес-календарь города Москвы;
- 1894 год — Адресная и справочная книга города Москвы;
- 1897 год — Адрес-справочник г. Москвы;
- 1903—1905 годы — Адрес-календарь г. Москвы. Вся Москва;
- до 1917 года — Вся Москва.

В 1894—95 годах выходил в двух частях (ч. 2 — Торгово-промышленный отдел). 
Издательства справочника также менялись:
- 1872—1881 годы — «Ведомости московской городской полиции»;
- 1882, 1889—1893, 1896 годы — Московская городская управа;
- 1883—1888 годы — не указано;
- 1897 год — одновременно издательства А. С. Суворина и Левенсона;
- 1903—1905 годы — одновременно издательство Суворина и Московской городской управы;
- до 1917 года — «Товарищество А. С. Суворина — „Новое время“».

Справочник содержал:
- состав учреждений по ведомствам;
- списки церквей и монастырей с их кратким описанием и указанием причта;
- список больниц и лечебниц с указанием персонала;
- список врачей, организованный по специальностям и адресам;
- списки присяжных поверенных, архитекторов, художников;
- описание различных обществ;
- схемы залов театров и цирка;
- список торгово-промышленных предприятий Москвы и пригородов;
- список торговых посредников (агентов и комиссионеров);
- списки предприятий, организованные по типу предпринимательства с указанием хозяев;
- адресную книгу жителей города и пригородов с указанием их званий, чинов и занятий;
- список улиц;
- план города.

Редакция справочника находилась[когда?] по адресу: Арбат, дом № 30.

## В СССР
«Вся Москва» издавалась в 1923—37 годах Госиздатом и другими московскими издательствами. Справочник содержал сведения о центральных правительственных и партийных учреждениях, советских учреждениях Москвы и Московской области, профсоюзах, обществах, культурно-просветительских организациях, учебных заведениях, театрах, музеях, библиотеках и других учреждениях. Приводились сведения о промышленности, торговле, городском транспорте. В приложении — план Москвы и перечень улиц (с информацией о переименованиях). До 1931 года (включительно) существовал справочный отдел, содержащий домашние адреса и телефоны лиц, упомянутых в справочнике.
В Москве издавался также справочник  "Москва в планах. Справочник-путеводитель. - М. Издательство Московского коммунального хозяйства, 1928"
В фондах библиотеки «Российская национальная библиотека» имеются следующие издания «Всей Москвы»:
1. Памятная книжка разных учреждений г. Москвы на 1872—1874 гг. — М.: Вед. Моск. гор. полиции. (Шифр РНБ: С591Мос/А32)
2. Вся Москва. Адресная и справочная книга на 1875—1917 гг., 1923—1931. (Шифр РНБ: С591Мос/В-86)
3. Вся Москва. Адресно-справочная книга на 1936 г. — М.: «Моск. рабочий», 39 и 13 тип. «Мособлполиграф» и тип. «Дер эмес». (Шифр РНБ: С591М/В86, 36-6/35),

а также следующие издания аналогичной тематики:
1. Вся Москва в кармане. — М.: Тип. Коломиец, 1914. (Шифр РНБ: 37.70.7.201)
2. Вся Москва. Настольный справочник. — М.: Универсальное изд-во, 1922. (Шифр РНБ: 37.40.8.103)
3. Вся Москва в кармане на 1924—1925. — М.: Гос. изд., 1924. (Шифр РНБ: С591Мос/В86)
4. Вся Москва в кармане. — М.—Л.: Гос. изд., 1926. (Шифр РНБ: С591Мос/В86)